# 駅前大通停留場
駅前大通停留場（えきまえおおどおりていりゅうじょう）は、愛知県豊橋市駅前大通にある豊橋鉄道東田本線の停留場（電停）である。停留場番号は2。
ここではかつて存在した名豊ビル前停留場（めいほうビルまえていりゅうじょう）についても述べる。

## 歴史
- 1952年（昭和27年）：豊橋交通（後の豊橋鉄道）の駅大通停留場が開業。現在よりも新川停留場寄りに設置されていた。
- 1968年（昭和43年）10月1日：名豊ビル前停留場に改称[1]。
- 1969年（昭和44年）
  - 1月10日：公共駐車場の建設工事に伴い営業休止[1]。
  - 10月4日：廃止[1]。
- 2005年（平成17年）3月31日：駅前大通停留場開業。

## 停留場構造
相対式の上屋付き安全地帯2面2線を持つ。駅前大通り（アゼリア通り）の併用軌道上にあり、上下線のホームが向かい合っている。バリアフリー対応であり、道路とホームの間はスロープで結ばれている。
駅前駅から約300メートル、新川停留場から約350メートルの地点に位置している。

## 停留場周辺
- emCAMPUS EAST - 名豊ビル跡地に建てられた再開発ビル。地上5階までを「emCAMPUS EAST」（エムキャンパスイースト）として、6階以上はタワーマンション「ザ・ハウス豊橋」として運用される。2021年（令和3年）8月より豊橋市駅前窓口センター[2]・豊橋公証人合同役場[3]・豊橋市の旅券窓口（2019年4月開設[注釈 1] ）等が開発ビルより移転。同年11月27日より『豊橋市まちなか図書館』が開設。また、同日より物販・飲食店等が開店した。
- 開発ビル - 旧来の長崎屋（サンマートビル）。長崎屋閉店以後は総合開発機構所有となってショッピングや市役所の窓口センター・オフィスビル・豊橋市駅前文化センターとして存在していた。2021年8月閉鎖・解体。その後は再開発ビルの西棟が建設予定。
- 豊橋市駅前公共第一駐車場[6]
- 東海漬物本社
- 名鉄観光サービス豊橋支店
- 中京テレビ豊橋支局
- 駅前大通り（豊橋市）
- アゼリア通り（豊橋市）
- 萱町通り（豊橋市）
- 広小路通り（豊橋市）

## バス路線
当停留所の東方に豊鉄バス「駅前大通」バス停があり、以下の路線が発着する。前身は「豊橋バスターミナル前」バス停名称であったが、2006年に豊橋バスターミナルが廃止となったことにより、路面電車停留場と同じ名称に改称された。その後、2021年（令和3年）11月27日付で、「駅前大通・まちなか図書館」に改称された。
- 豊橋技科大線
- 三本木線
- 飯村岩崎線
- 牛川金田線
- 岩田団地線、岩田団地豊橋市民病院線
- 西口線、西口豊橋市民病院線
- 天伯団地線
- 豊橋和田辻線、和田辻豊橋市民病院線
- 二川線

## 隣の停留場
豊橋鉄道
■東田本線
駅前停留場 (1) - 駅前大通停留場 (2) - 新川停留場 (3)